# 赵喜子
赵喜子（1944年—），男，江苏句容人，中华人民共和国政治人物，曾任国有重点大型企业监事会副主席。